# Hilozoísmo (literatura)
El hilozoísmo (o imaginismo o animismo) es una tendencia poética de la literatura gallega de la primera mitad del siglo XX. Su iniciador y principal ejecutante es Luís Amado Carballo.
La gran aportación de este movimiento a la poesía gallega es la combinación de las nuevas corrientes de las vanguardias con las formas tradicionales de la lírica gallega.
Un enfoque formalista de este movimiento le da el nombre de imaginismo, pues los poemas de esta tendencia son una sucesión de imágenes plásticas y gozosas encadenadas. Otros autores, atendiendo al significado de esas imágenes, le aplican el nombre de animismo o hilozoísmo, ya que se da una personificación del paisaje; los elementos de la naturaleza (caminos, fuentes, puentes, árboles, animales...) aparecen humanizados.
El hilozoísmo asume la tradición paisajística del siglo XIX, sin romper directamente con ella, combinándola con los recursos metafóricos propios de las vanguardias. Se mantiene la presencia de la naturaleza, pero queda desplazada por la osadía de las imágenes, que pasan a ser el centro del poema. La metáfora atrevida empleada por los hilozoístas es de clara filiación ultraísta. La poesía hilozoísta es una poesía sensual, que combina preferentemente elementos visuales y auditivos, pero lo predominante es el color, vivo y llamativo.
La métrica es muy sencilla, basada fundamentalmente en las formas populares: versos cortos, predominando el octosílabo y rima asonante.
- Datos: Q9003812